# Heros severus
Heros severus és una espècie de peix de la família dels cíclids i de l'ordre dels perciformes que es troba a Sud-amèrica: conca del riu Orinoco a Colòmbia i Veneçuela i conca del  riu Negro (conca del riu Amazones).
És una espècie de clima tropical entre 23 °C-29 °C de temperatura. Els mascles poden assolir 20 cm de longitud total, tot i que la mida més comuna és 13,5.